# Yreka
Yreka ( /waɪˈriːkə/) es una ciudad ubicada en el estado estadounidense de California. Es la sede del condado de Siskiyou. Según el censo del año 2020 tenía una población de 7,807 habitantes y una densidad poblacional de 290.7 personas por km².

## Geografía
Yreka se encuentra ubicada en las coordenadas 41°43′36″N 122°38′15″O / 41.72667, -122.63750. Según la Oficina del Censo, la ciudad tiene un área total de 26.0 km² (10.0 sq mi), de la cual 25.8 km² (10.0 sq mi) es tierra y 0.2 km² (0.1 sq mi) (0.70%) es agua.

## Demografía
Según el censo del año 2000, los ingresos medios por hogar en la localidad eran de $27.398 y los ingresos medios por familia eran $37.448. Los hombres tenían unos ingresos medios de $31.632 frente a los $23.986 para las mujeres. La renta per cápita para la localidad era de $16.664. Alrededor del 17.5% de las familias y del 21.2% de la población estaban por debajo del umbral de pobreza.